# Zincografie

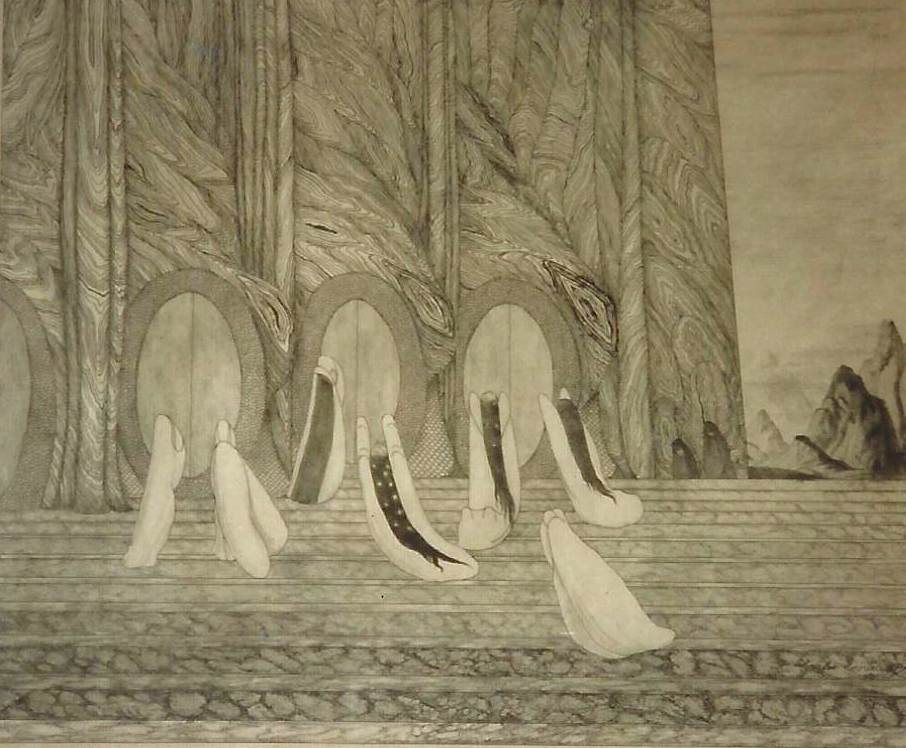
Zincografie Les Portes d'Or van Charles Doudelet

De zincografie is een grafische vlakdruktechniek analoog met deze van de lithografie; zij werkt volgens hetzelfde principe van afstoting van waterige stoffen door vettige stoffen, doch in plaats van met zware, moeilijk hanteerbare lithografische kalkstenen te werken, werkt men met veel lichtere en tegelijk ook goedkopere zinken platen. De techniek werd vroeger zowel gebruikt als industriële druktechniek of als techniek voor kunstdrukken. Nadeel is dat de zinken platen geleidelijk corroderen en daardoor minder lang bruikbare afdrukken kunnen leveren.
De kunstenaar maakt een tekening op een gepolierde zinken plaat met speciaal lithografisch vetkrijt of met een vettige lithografische inkt. De oppervlakte van de plaat zelf is zo bewerkt dat water er een gelijkmatige dunne film zal op vormen, terwijl de gedeelten van de plaat die afgeschermd zijn met het vet van de tekening niet nat worden.
Om te drukken maakt men met een vochtige rol de plaat nat; de tekening zelf stoot het water af en wordt niet nat. Vervolgens gaat men over de plaat met een rol met vettige drukinkt; de drukinkt blijft enkel achter op de tekening zelf, en niet op vooraf bevochtigde gedeelten van de plaat. Om de tekening dan af te drukken legt men een vel papier samen met de plaat onder een pers; de inkt die op de tekening zit wordt opgenomen door het papier. Op die manier bekomt men dus een afdruk van de originele tekening in spiegelbeeld.
Eind negentiende eeuw en begin twintigste eeuw hebben heel wat belangrijke kunstenaars met dit procedé gewerkt, zoals Félix Vallotton, Paul Gauguin, Émile Bernard en Charles Doudelet.